# Politifact
Politifact ist ein amerikanisches journalistisches Recherche- und Überprüfungs-Projekt im Bereich der US-Politik: Reporter und Autoren unterziehen Aussagen von Mitgliedern des US-Kongresses, des Weißen Hauses und von Lobbygruppen einem „Faktencheck“. Die Redaktion wird von der Zeitung Tampa Bay Times aus Florida und ihr angeschlossenen Medien betrieben.
Politifact veröffentlicht jeweils das Original-Statement (die Originalaussage) und stellt ihm recherchierte Fakten gegenüber. Bewertet werden die Aussagen mit einem „Truth-O-Meter“ („Wahrheitsgehaltszeiger“). Die Wertung reicht von „truth“ („wahr“) für komplett akkurate Aussagen bis zu „Pants on Fire“ (angelehnt an den Kinderspruch „Liar, liar, pants on fire“, dt. etwa „Lügner, Lügner, brennende Büx'“) für völlige Falschaussagen (siehe auch „Fake News“).
Gestartet wurde das Portal 2007 vom damaligen Chef des Washington-Büros der Tampa Bay Times, Bill Adair. Die Redaktion schrieb sich ein Computerprogramm, mit dem mittels einer Datenbankabfrage Aussagen schnell überprüft werden konnten. Während der Kampagnen der Kandidaten wurden im US-Präsidentschaftswahlkampf 2008 750 politische Aussagen auf ihren Wahrheitsgehalt geprüft.
Während der Präsidentschaft von Barack Obama wurde mit einem "Obama-O-Meter" die Zahl seiner eingelösten Wahlversprechen dokumentiert. Seit Donald Trumps Präsidentschaft erfährt das Portal noch größere, über die USA hinausgehende Aufmerksamkeit: täglich werden ausführliche Faktenchecks der Aussagen von Mitgliedern der Trump-Regierung und von Trump selbst durchgeführt. So wurde der „Claim“ (die Behauptung) des Präsidentensprechers Sean Spicer, bei der Amtseinführung des Präsidenten am 21. Januar 2017 habe es sich um die größte US-Inauguration bisher gehandelt, untersucht und mit „Pants on Fire“, also „völlig unwahr“, bewertet.
Beide großen politischen Lager in den USA (Republikaner/Demokraten) sehen von Zeit zu Zeit ein gewisses Ungleichgewicht bzw. eine Verzerrung („bias“) untersuchter Punkte in die jeweils andere Richtung. Einer der relevantesten Kritikpunkte ist dabei, dass PolitiFact sich bestimmter Statements mittels seines Faktenchecks annehme, die dieser Methode nicht wirklich korrekt unterzogen werden könnten.
Politifact wurde im Zusammenhang mit der COVID-19-Pandemie kritisiert, weil es in seinem „Faktencheck“ die Möglichkeit, dass das Virus aus einem Labor in Wuhan entkommen sein könne, als „widerlegte Verschwörungstheorie“ bezeichnete. Tatsächlich unterstützen aber viele Wissenschaftler diese These und die Debatte darum nahm in der folgenden Zeit zu, sodass Politifact sich Monate später gezwungen sah, seine Beurteilung zurückzuziehen.

## Lüge des Jahres
Seit 2009 bestimmt PolitiFact jedes Jahr die Lüge des Jahres aus dem politischen Betrieb der USA. So wurde die vielfach wiederholte Behauptung Donald Trumps, Russland habe keinen Einfluss auf den Präsidentschaftswahlkampf 2016 genommen, zur "Lie of the Year 2017".

## Auszeichnungen (Auswahl)
- 2009: Pulitzer-Preis im Bereich "National Journalism" (für die Begleitung des US-Präsidentschaftswahlkampfs 2008)[2]